# بيتر كينيدي
بيتر كينيدي (بالإنجليزية: Peter Kennedy)‏ (و. 1943 – 2010 م) هو عالم اقتصاد، من كندا، ولد في تورونتو، توفي عن عمر يناهز 67 عاماً.

## مناصب وهيئات
أدار جامعة سايمون فريزر.